# Я живу в страхе
«Я живу в страхе» (яп. 生きものの記録 икимоно-но кироку) — чёрно-белый кинофильм режиссёра Акиры Куросавы, снятый в 1955 году. Участник конкурсной программы Каннского кинофестиваля 1956 года.

## Сюжет
Главный герой фильма, обеспеченный промышленник господин Накадзима, из страха перед возможными ядерными бомбардировками Японии решил эмигрировать в Бразилию — безопасное, на его взгляд, место. При этом он хочет спасти всё своё многочисленное семейство, включая взрослых детей и бывших любовниц, и забрать их с собой. Однако родственники, вполне довольные жизнью на насиженном месте, не в восторге от этого замысла. Поэтому они обращаются в гражданский суд по семейным делам, требуя, чтобы отца семейства признали сумасшедшим и лишили права распоряжаться имуществом.

## В ролях
- Тосиро Мифунэ — Киити Накадзима
- Такаси Симура — доктор Харада
- Минору Тиаки — Дзиро Накадзима
- Эйко Миёси — Тоё Накадзима
- Кёко Аояма — Суэ Накадзима
- Харуко Того — Ёки Накадзима
- Норико Сэнгоку — Кимиэ Накадзима
- Эйдзиро Тоно — старик из Бразилии